# پادپایانش
پادپایانش سازوکار یک یاخته پیش‌هسته‌ای برای اصلاح و رفع عیب پایان نابهنگام (زودرس) سنتز رنا در حین رونویسی رنا است. زمانی این اتفاق می‌افتد که که پلیمراز رنا، نشانک پایانش را نادیده می‌گیرد و سازوکاری را فراهم می‌کند که با آن یک یا چند ژن در پایان اپرون می‌توانند خاموش یا روشن بشوند(بسته به اینکه پلیمراز نشانک پایانش را بازشناسد یا نه).